# San Andrés Semetabaj
San Andrés Semetabaj – niewielka miejscowość na południowym zachodzie Gwatemali, w departamencie Sololá. Według danych szacunkowych z 2012 roku liczba mieszkańców wynosiła 3 193 osób. 
San Andrés Semetabaj leży około 15 km na południowy wschód od stolicy departamentu – miasta Sololá. Miejscowość leży na wysokości 1949 metrów nad poziomem morza, w górach Sierra Madre de Chiapas, w odległości około 2 km od brzegu jeziora kraterowego Atitlán. 

## Gmina San Andrés Semetabaj
Miejscowość jest także siedzibą władz gminy o tej samej nazwie, która jest jedną z dziewiętnastu gmin w departamencie. W 2012 roku gmina liczyła 13 079 mieszkańców. Gmina jak na warunki Gwatemali jest bardzo mała, a jej powierzchnia obejmuje 48 km². 
Mieszkańcy gminy utrzymują się głównie  z  hodowli zwierząt, uprawy roli z rzemiosła artystycznego. W rolnictwie dominuje uprawa kukurydzy, pszenicy, ziemniaków, pomidorów i innych warzyw.